# Zalman Šragaj
Zalman Šragaj (hebrejsky: זלמן שרגאי, celým jménem Šlomo Zalman Šragaj, שלמה זלמן שרגאי) byl izraelský politik a starosta Jeruzaléma.

## Biografie a politická dráha
Narodil se 31. prosince 1898 v obci Gorzkowice v tehdejší Ruské říši (dnes Polsko). V roce 1924 přesídlil do tehdejší mandátní Palestiny.
Byl členem politické strany Mizrachi, která byla hlavním představitelem náboženského sionismu. Zpočátku pracoval ve stavebnictví, ale pak se stal profesionálním politikem. Po druhé světové válce byl vyslán do Londýna jako emisar Židovské agentury. Hrál klíčovou roli při organizování židovské imigrace z Evropy i ze zemí Blízkého východu do nově vznikajícího státu Izrael. Vyjednával s polskou vládou a dosáhl jejího souhlasu s emigrací části zbytku kdysi početné komunity, zničené téměř zcela holokaustem.
V letech 1951–1952 zastával post starosty Jeruzaléma, respektive Západního Jeruzaléma (Východní Jeruzalém včetně Starého města byl tehdy ještě pod správou Jordánska). Na tento post kandidoval za stranu Mizrachi. Po odchodu do penze byl zvolen čestným prezidentem světového hnutí Mizrachi. Zemřel roku 1995. Byl ženatý. Měl tři syny a dceru.